# Tamamo-no-Mae

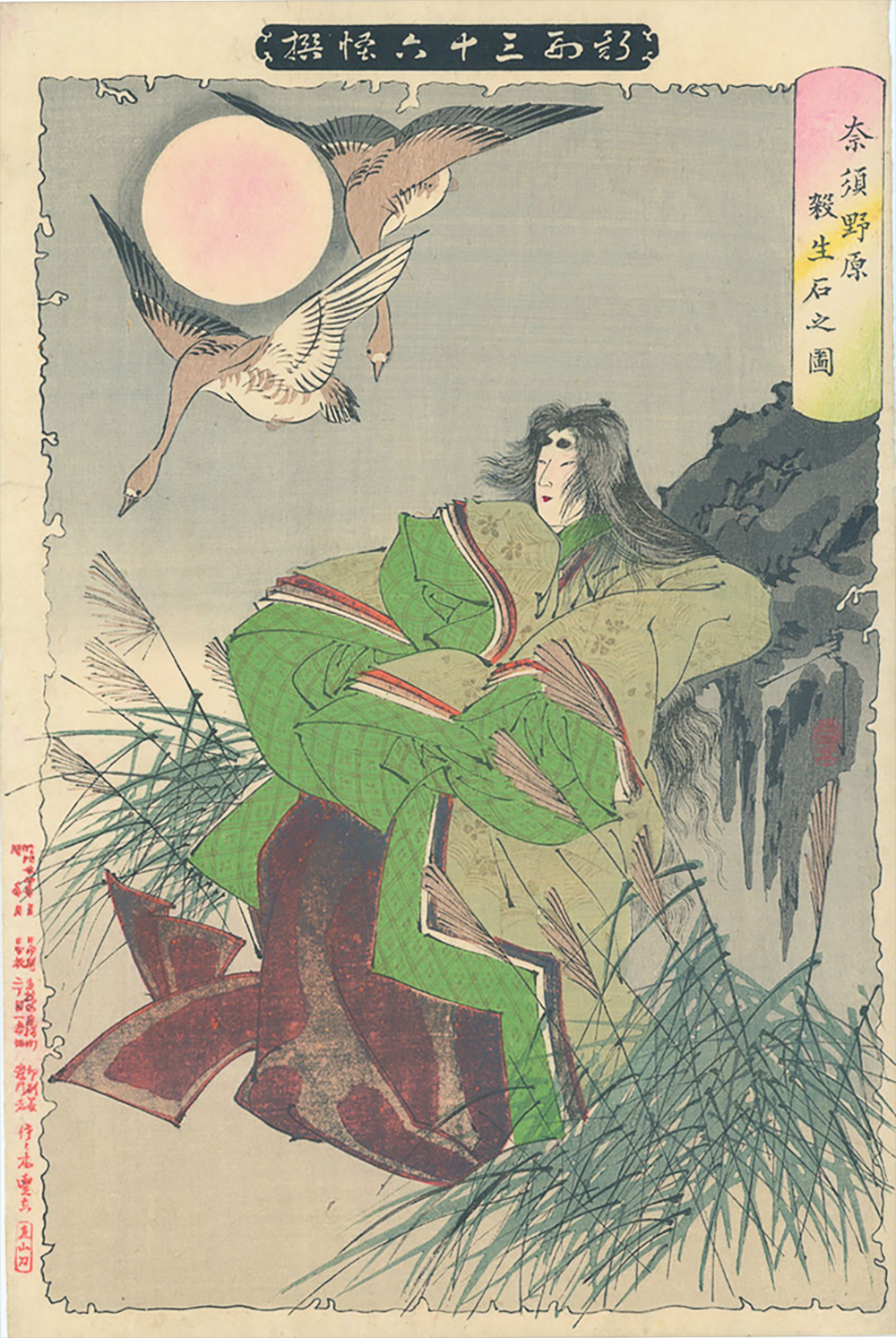
Ilustração de Ioxitoxi

Tamamo-no-Mae (em japonês: 玉藻前) é uma figura lendária do Japão. Segundo o Substituto de Langye para Embriaguez, Daji, concubina favorita do rei Zhou de Shang, era um espírito de raposa que fugiu pela água ao Japão, encantando o rei com sua presença. Deslumbrando todos com seus encantos femininos, era muito mais perigosa que uma raposa ou cão-guaxinim.

## Lendas
Histórias de Tamamo-no-Mae sendo um lendário espírito raposa aparecer durante o período de Muromachi como otogizōshi (relatos de prosa), um dos quais é intitulado Tamamizu monogatari (ou "o conto de Tamamizu")  e também foram mencionados por Toriyama Sekien em Konjaku Hyakki Shūi . O folclore do período Edo então confundiu a lenda com histórias estrangeiras semelhantes sobre espíritos de raposas que corromperam governantes, causando o caos em seus territórios.
Na história contada por Hokusai, formada no período Edo, a raposa de nove caudas apareceu pela primeira vez na China e possuía Daji, concubina do último rei Zhou da dinastia Shang . Ela encantou o rei e trouxe um reinado de terror levando a uma rebelião que acabou com a dinastia Shang. O espírito da raposa fugiu para Magadha de Tianzhu (antiga Índia) e tornou-se Lady Kayō (華陽 夫人), concubina do príncipe herdeiro Banzoku (based 足 太子; baseado nos contos indianos de Kalmashapada, o devorador de homens  ), fazendo com que ele corte as cabeças de 1000 homens. Foi então derrotado novamente e fugiu do país. Por volta de 780 aC, a mesma raposa devolvida à China teria possuído Bao Si, concubina da dinastia Zhou, rei You . Foi novamente afugentado por forças militares humanas.
A raposa ficou quieta por algum tempo. Então ela apareceu no Japão como Tamamo-no-Mae, a cortesã mais favorecida do Imperador Toba . Ela foi considerada a mulher mais bonita e inteligente, sendo capaz de responder a qualquer pergunta. Ela fez com que o Imperador ficasse extremamente doente e acabou sendo exposto como espírito de raposa pelo astrólogo Abe no Yasuchika, que havia sido chamado para diagnosticar a causa da saúde debilitada do imperador. Alguns anos depois, o imperador enviou Kazusa-no-suke (上 総 介) e Miura-no-suke (三浦 介) para matar a raposa nas planícies de Nasu . 
No 1653 Tamamo no sōshi (玉 藻 の 草紙), um adendo foi acrescentado à história descrevendo que o espírito de Tamamo-no-mae embutiu-se em uma pedra chamada Sessho-seki . A pedra soltava continuamente gás venenoso, matando tudo que o tocava.  Diz-se que a pedra foi destruída no período Nanboku-chō pelo monge budista Gennō Shinsho (源 翁心昭), que exorcizou o espírito arrependido da raposa. Ele realizou um serviço memorial budista após a ação, permitindo que o espírito finalmente descansasse em paz.
A pedra se partiu em duas em 5 de março de 2022. Rachaduras na pedra foram vistas vários anos antes da divisão, possivelmente permitindo que a água da chuva penetrasse e enfraquecesse, então é altamente provável que a pedra tenha rachado naturalmente. Alguns especularam com humor que isso havia libertado Tamamo-no-Mae, mas a mídia social no Japão previu que as forças das trevas foram liberadas.